# Helina meraca
Helina meraca este o specie de muște din genul Helina, familia Muscidae. A fost descrisă pentru prima dată de Wulp în anul 1896. Conform Catalogue of Life specia Helina meraca nu are subspecii cunoscute.